# رناتو آنسلمی
رناتو آنسلمی (ایتالیایی: Renato Anselmi؛ ۲۶ اکتبر ۱۸۹۱ – ۳ اکتبر ۱۹۷۳) شمشیرباز اهل ایتالیا بود.
وی در مسابقات کشوری و بین‌المللی در مجموع برندهٔ ۱ مدال طلا، ۲ مدال نقره شده‌است.